# 美黛
美黛（1939年2月23日—2018年1月29日），本名熊美黛，丈夫姓賀，1939年在台灣新竹州桃園郡龜山庄（今 桃園市龜山區）出生，1956年到民本電台當助理，1957年參加康樂隊的勞軍活動，展開了歌唱生涯至1959年。
1962年灌錄首張唱片《意難忘》，1963年1月發表。這首歌原由日本《東京夜曲》改編，慎芝填詞，深受台灣歌迷喜愛，傳唱全台。
1991年獲頒金曲獎「特別貢獻獎」殊榮。
2018年2月23日，桃園市政府在美黛的農曆80歲生日當天舉辦「『意難忘』－美黛歌唱故事特展」，美黛的家人當時表示她因感冒而不克出席開展儀式。但家屬於2月27日才公布美黛因肝內膽管癌已於1月29日過世的消息。美黛希望她的歌唱特展能在歡樂的氣氛中進行，又逢新年期間，家屬因而在逝世近一個月之後才公開訃聞。